# Фонтанігорда
Фонтанігорда, Фонтаніґорда (італ. Fontanigorda, ліг. Fontanegorda) — муніципалітет в Італії, у регіоні Лігурія,  метрополійне місто Генуя.
Фонтанігорда розташована на відстані близько 400 км на північний захід від Рима, 34 км на північний схід від Генуї.
Населення — 271 особа (2014).
Щорічний фестиваль відбувається третьої неділі вересня. Покровитель — Madonna Addolorata.

## Демографія
Населення за роками:

Станом на 1 січня 2023 року в муніципалітеті офіційно проживало 15 іноземців з 6 країн, серед них 4 громадяни країн Євросоюзу та 1 громадянин України.

## Сусідні муніципалітети
- Фашія
- Монтебруно
- Реццоальйо
- Ровеньо